# Reprezentációs ház (Prága)
A prágai Reprezentációs ház (más néven Rendezvények Háza, csehül Obecní dům (hivatalos, teljes nevén Reprezentační dům hlavního města Prahy) a cseh főváros híres szecessziós műemléke. Nagy szabású kultúrház és szórakoztató központ, kiállító- és hangversenyteremmel. A 20. század elején emelt épületet 1994 és 1997 között újították fel.

## Fekvése
Az Óváros és az Újváros határán, a Lőportorony szomszédságában helyezkedik el, a Náměstí Republiky sarkán (a térről elnevezett metróállomásnál), a Dům U Hybernůval szemben. 

## Története
Antonín Balšánek és Osvald Polívka tervei alapján épült 1905 és 1912 között, a korábbi Királyok Udvara (Králův dvůr) helyén. (A cseh királyok rezidenciáját eredetileg IV. Vencel cseh király építtette 1380-ban. Lakott itt Luxemburgi Zsigmond és II. Habsburg Albert, majd Podjebrád György és Jagelló Ulászló is, aki végül átköltözött a prágai várba. (Az épület nevét ma a Královodvorská utca neve őrzi. A Reprezentációs ház közvetlenül szomszédos a híres Celetna utcát lezáró Lőportoronnyal.
A cseh illetve csehszlovák történelem fontos eseményeinek volt a színtere: 1918-ban itt, a Smetana-teremben kiáltották ki Csehszlovákia függetlenségét, 1989 őszén pedig itt tartották a Václav Havel által vezetett Polgári Fórum (Občanské fórum) és a kommunista hatalom közötti első megbeszélését.

## Épülete
Antonín Balšánek és Osvald Polívka tervei alapján épült,  1905 és 1912 között. Díszítését a 20. század elején alkotó olyan neves festők és szobrászok végezték, mint  Mikoláš Aleš, Max Švabinský, František Ženíšek, Ladislav Šaloun, Karel Novák, Josef Mařatka, Josef Václav Myslbek, Alfons Mucha és Jan Preisler. A félkör alakú mozaik Karel Špillar vázlata alapján készült.

### Az enteriőr
Az épület legnevezetesebb terme a kb. 1200  fő befogadására képes Smetana-terem, amely nevezetes hangversenyterme Prágának. Az épületben több híres terem és szalon is található (Grégrův sál, Sladkovského sál, Primátorský salónek). Az épületben a koncerteken kívül képzőművészeti kiállításokat is rendeznek (pl. 2013-ban Ivan Lendl mutatta be itt Alfons Mucha plakátjaiból álló gyűjteményét.)

## Képgaléria

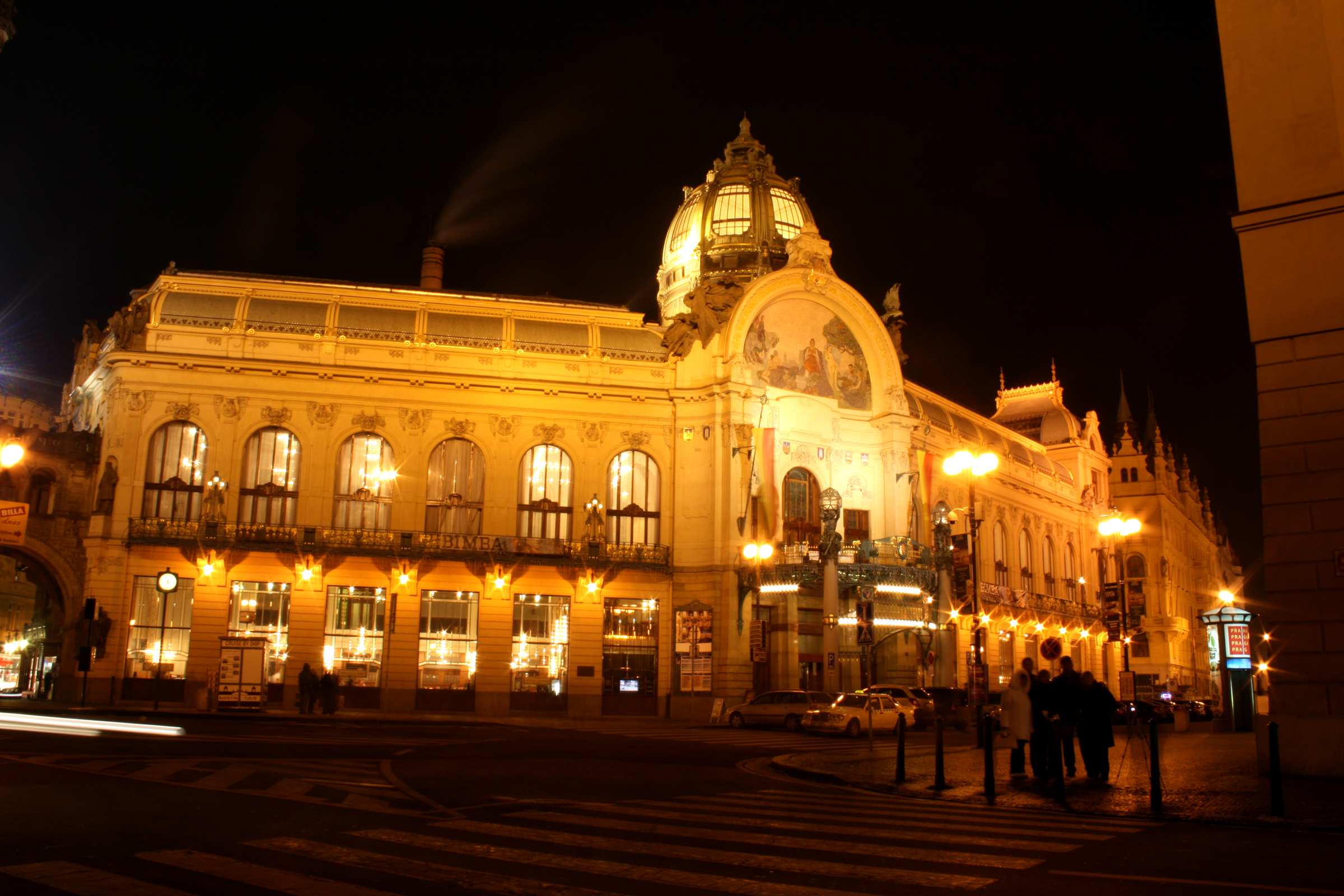
Éjszaka
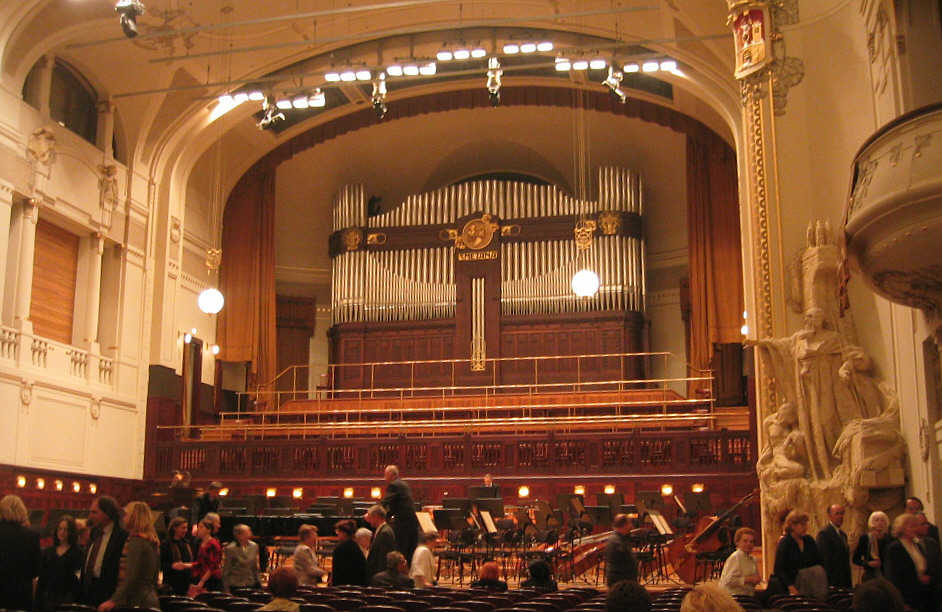
A Smetana-terem
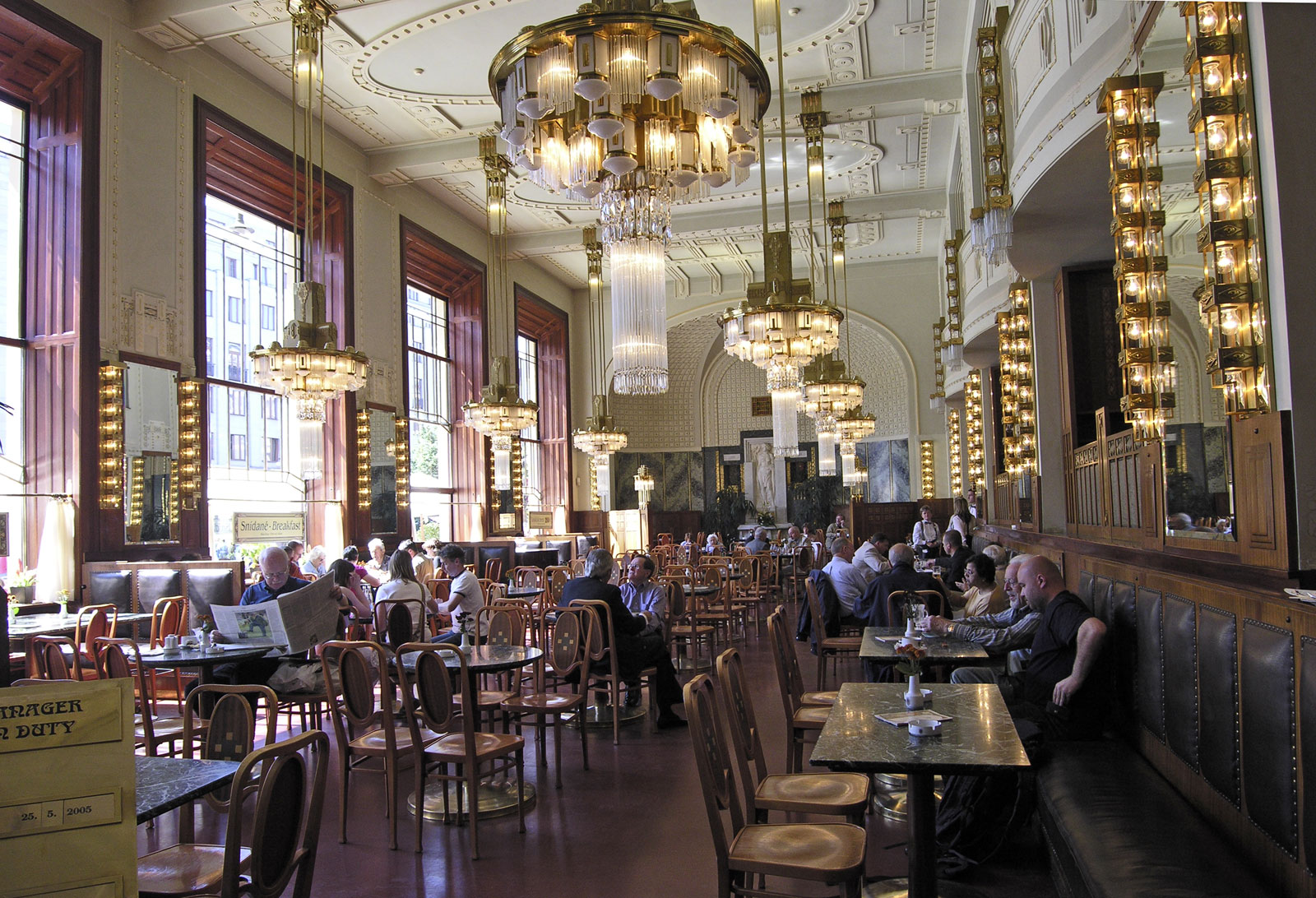
Kávéház az épület földszintjén

## Nevezetes intézmények a környéken
- Dům U Hybernů a Hybernia Színházzal (Divadlo Hybernia)
- Věžníkovský palác (ma Hotel Kempinski)
- Sweerts-Sporckův palác
- Losyovský palác (Lidový dům)
- Masaryk pályaudvar
- egykori ágostonrendi kolostor (Augustiniánský klášter)
- Belwitz-palota (palác Belwitz)